# Nonô Basílio
Nonô Basílio, nome artístico de Alcides Felisbini Basílio (Formiga, 22 de novembro de 1922 - São Paulo, 1 de julho de 1997), foi um cantor e instrumentista brasileiro, que fez grande sucesso com a dupla Nonô e Nana, Nonô Basílio, faleceu em 1997, foi autor de mais de 500 composições gravadas por variados artistas, tais como Chitãozinho & Xororó, Cascatinha & Inhana, Pedro Bento & Zé da Estrada, Tonico & Tinoco e Milionário e José Rico
Nonô Basílio também foi apresentador do programa Viola, Minha Viola, da TV Cultura, ao lado do Moraes Sarmento, em 1980. Calcula-se que ele tenha mais de 1000 composições.
1. ↑  «"dados artisticos Nonô Basílio"». mpb Online. 1 de março de 2000. Consultado em 7 de junho de 2015